# Тесы
Те́сы (укр. Теси) — село на Украине, находится в Литинском районе Винницкой области.
Код КОАТУУ — 0522486801. Население по переписи 2001 года составляет 353 человека. Почтовый индекс — 22311. Телефонный код — 4347.
Занимает площадь 0,144 км².
В селе действует храм Воздвижения Креста Господнего Литинского благочиния Винницкой епархии Украинской православной церкви.

## Адрес местного совета
22311, Винницкая область, Литинский р-н, с. Тесы, ул. Первомайская, 5